# Napoleonskage
En napoleonskage er et højt, rektangulært stykke flødekage med mindst to lag butterdej, fyld af kagecreme, flødeskum, hindbærsyltetøj og med glasur på toppen.
Kagen menes at være fra midten af 1800-tallet og at have navn fra fransk Napolitain (fra Napoli). Det er uvist, om kagen stammer fra Napoli i Syditalien. En anden teori er, at den skabtes af Napoleons berømte franske kok Marie-Antoine Carême (1784-1833). På flere sprog kaldes kagen tusind blade (på italiensk: mille foglie og på fransk: mille-feuille); det hentyder til butterdejens lagdeling. Dejtypen menes at være en videreudvikling af filodej, der har tyrkisk oprindelse (baklava). Mille foglie kan i Italien være andet end en kage og have spinatfyld.
Den svenske variant blev skabt af Johan Broqvist som svendeprøve i Østrig i midten af 1800-tallet. Johan Broqvist startede i 1876 konditoriet Broqvist konditori i Växjö, som nu drives af hans efterkommere i femte generation.